# Pattinaggio (film)
Pattinaggio (On Ice) è un film del 1935 diretto da Ben Sharpsteen. È un cortometraggio d'animazione della serie Mickey Mouse, distribuito negli Stati Uniti dalla United Artists il 28 settembre 1935. L'anno seguente partecipò in concorso alla 4ª Mostra internazionale d'arte cinematografica di Venezia. Il film presenta un restyling del personaggio di Pippo (animato da Art Babbitt), più simile alla sua incarnazione moderna che al "Dippy Dawg" degli esordi. A partire dagli anni novanta il corto è più noto col titolo Pattinare, che passione!.

## Trama
Topolino e i suoi amici stanno pattinando su un lago ghiacciato. Mentre Topolino insegna a Minni a pattinare, Pippo tenta di catturare i pesci gettando del tabacco in acqua e facendoli venire fuori a sputarlo. Intanto, Paperino lega a Pluto, che sta dormendo, dei pattini, per poi attirarlo sul ghiaccio. Mentre Pluto cerca di imparare a pattinare, Paperino lo deride. Quando Pluto impara finalmente a pattinare, Paperino, per pattinare più velocemente, si lega un aquilone, ma, a causa del vento forte, prende il volo e rischia di precipitare da una cascata. Topolino sente le sue grida di aiuto e cerca di salvarlo afferrandolo per il maglione, che però si disfa riducendosi a un filo. Alla fine Paperino cade e finisce sott'acqua, per poi sbucare proprio dove Pippo sta pescando.

## Distribuzione

### Edizione italiana
Il film fu distribuito in Italia nel 1937 in lingua originale. L'unico doppiaggio italiano conosciuto è quello realizzato dalla Royfilm con la collaborazione del Gruppo Trenta per l'inclusione nella VHS del febbraio 1991 Topolino superstar; tale doppiaggio fu utilizzato fino al 2008, quando la stessa società lo modificò in occasione della distribuzione in Italia della raccolta DVD Pluto: La collezione completa - Volume 1, doppiando le canzoni di Pippo e Paperino rimaste in inglese e ridoppiando la prima canzone di Paperino. La canzone di Pippo è però interpretata da Roberto Pedicini, che nel frattempo aveva sostituito Vittorio Amandola come voce italiana del personaggio. Questa versione è stata usata anche nelle successive edizioni DVD. Non essendo stata registrata una colonna internazionale, nelle scene in cui i personaggi parlano e cantano la musica è sostituita da una versione sintetizzata.

### Edizioni home video

#### VHS
America del Nord
- A Walt Disney Christmas (dicembre 1982)

Italia
- Cartoon Festival II (settembre 1982)[6][7]
- Topolino superstar (febbraio 1991)[5]

#### DVD
Una volta restaurato, il corto fu distribuito in DVD-Video nel primo disco di due raccolte della collana Walt Disney Treasures: Topolino star a colori (uscita in America del Nord il 4 dicembre 2001 e in Italia il 21 aprile 2004) e Pluto, la collezione completa: Volume 1 (uscita in America del Nord il 7 dicembre 2004 e in Italia il 4 giugno 2008). Nel primo caso è possibile vedere anche il test a matita del cortometraggio. In America del Nord fu incluso anche nel DVD Starring Mickey, uscito l'11 gennaio 2005 come primo volume della collana Classic Cartoon Favorites, mentre in Italia nei DVD Favoloso Natale con gli amici Disney! (uscito il 23 novembre 2006) e Paperino e i corti di Natale (uscito il 5 dicembre 2012). Nel secondo caso il corto presenta un nuovo restauro eseguito quello stesso anno per il programma Topolino che risate! che tra l'altro ripristina i titoli della distribuzione originaria.

#### Blu-ray Disc
Pattinaggio è visibile integralmente nel Blu-ray Disc di Bambi (uscito in America del Nord il 1º marzo 2011 e in Italia il giorno successivo), durante il dietro le quinte interattivo Bambi: scopri la stesura della storia. Il corto può essere visionato a discrezione dell'utente nel punto in cui Walt Disney suggerisce di ispirarsi ad esso per la scena di Bambi sul ghiaccio, ed è presentato in inglese con sottotitoli.